# S1 (Neurenberg)
De S1 is een S-Bahnlijn in de Duitse stad Neurenberg en is geopend in 1987. Deze lijn is 99,6 kilometer lang en telt 33 stations. Het is daarmee de langste en oudste S-Bahnlijn in Neurenberg.

## Stations
| Stations            | Transfers                               |
| ------------------- | --------------------------------------- |
| Forchheim           | DB                                      |
| Kersbach            |                                         |
| Baiersdorf          |                                         |
| Bubenreuth          |                                         |
| Erlangen            | DB                                      |
| Paul-Gossen-Straße  | in bouw                                 |
| Brucke              |                                         |
| Eltersdorf          |                                         |
| Steinach            | in bouw                                 |
| Stadeln             | in bouw                                 |
| Klinikum            | U1                                      |
| Fürth Hauptbahnhof  | U1 , DB                                 |
| Rothenburger Straße | U2 , U21 , U3                           |
| Steinbühl           | S3                                      |
| Hauptbahnhof        | U1 , U11 , U2 , U21 , U3 , S2 , S3 , DB |
| Dürrenhof           | S2                                      |
| Ostring             |                                         |
| Mögeldorf           | DB                                      |
| Rehhof              |                                         |
| Laufamholz          | DB                                      |
| Schwaig             |                                         |
| Röthenbach          | DB                                      |
| Steinberg           |                                         |
| Seespitze           |                                         |
| Lauf West           |                                         |
| Lauf                | DB                                      |
| Ottensoos           |                                         |
| Henfenfeld          |                                         |
| Hersbruck           | DB                                      |
| Happurg             | in bouw                                 |
| Pommelsbrunn        | DB                                      |
| Hartmannshof        |                                         |